# Fukushima Hiroshi
Hiroshi Fukushima (sinh ngày 14 tháng 7 năm 1982) là một cầu thủ bóng đá người Nhật Bản.

## Sự nghiệp câu lạc bộ
Hiroshi Fukushima đã từng chơi cho Avispa Fukuoka, Rosso Kumamoto, V-Varen Nagasaki và Kamatamare Sanuki.